# Izabela Lubomirska
Izabela Elżbieta Anna Teofila Lubomirska née Czartoryska, née le 21 mai 1736 à Varsovie et morte le 25 novembre 1816 à Vienne, est une princesse polonaise, mécène des arts et franc-maçon.

## Biographie
Izabela Czartoryska est la fille de August Aleksander Czartoryski et de Maria Zofia Sieniawska. Dans sa jeunesse, elle a une liaison avec son cousin, Stanisław August Poniatowski, élu plus tard roi de Pologne, mais que son père considère ni assez riche et ni influent pour pouvoir l'épouser.
Le 9 juin 1753, elle épouse le prince Stanisław Lubomirski, avec qui elle a quatre filles: Elżbieta (en) (1755–1783), épouse d'Ignacy Potocki, Aleksandra (en) (1760–1836), épouse de Stanisław Kostka Potocki, Konstancja (en) (1761–1840), épouse de Séverin Rzewuski et Julia (en) (1764-1794), épouse de Jan Potocki.
Après la mort de son époux, la princesse Lubomirska entreprend la rénovation de ses résidences de Mokotów, qui se dote alors de magnifiques pavillons et des jardins, et de Łańcut, où en 1792, l'architecte Józef Henny construit pour elle une salle de théâtre. On y donne des représentations une fois par semaine. La princesse Lubomirska engage les meilleurs architectes de son temps : Jan Chrystian Kamsetzer et Szymon Bogumił Zug, qui travaillent dans ses résidences de Natolin, Wilanów et dans le palais de Krakowskie Przedmieście à Varsovie. 
Le château baroque de Łańcut se transforme en résidence de style classique. Des intérieurs sont conçus par Fryderyk Bauman et Piotr Aigner et remplis de magnifiques œuvres d'art. On estime sa collection de peintures à environ 2000 tableaux dont font partie ses portraits des deux artistes les plus célèbres de l'époque: Angelica Kauffmann et Elisabeth Vigée Le Brun. Vers la fin du XVIIIe siècle, Łańcut fait partie des résidences les plus remarquables de Pologne. La vie musicale et théâtrale y est florissante, de nombreux invités prestigieux y séjournent. Dans le théâtre de la princesse Lubomirska, sont montées en 1792 les Parades de Jan Potocki. À la suite de la mort de son cousin, le roi Stanisław  August Poniatowski, Lubomirska devient la protectrice du peintre français Louis-François Marteau (1715-1804).

## Sources
1. ↑  Dominique Triaire, « Le théâtre de Jean Potocki », Cahiers de l'Association internationale des études françaises, no 51,‎ 1999, p. 155-178
2. ↑  (pl) Gutowska, Krystyna, Louis Marteau i jego portrety uczestników obiadów czwartkowych, Rocznik Muzeum Narodowego, XIX, Musée national de Varsovie, 1975

- (en) Cet article est partiellement ou en totalité issu de l’article de Wikipédia en anglais intitulé « Elżbieta Czartoryska (1736–1816) » (voir la liste des auteurs).